# Кравец, Владимир Петрович
Владимир Петрович Кравец (род. 6 апреля 1947, г. Гусятин Тернопольской области) — советский и украинский ученый-математик, учитель, общественный деятель, доктор педагогических наук (1997), профессор (1994), член-корреспондент Академии педагогических наук Украины (2003). Заслуженный работник образования Украины (1997). С 1990 года — ректор Тернопольского педагогического университета им. В. Гнатюка.

## Биография

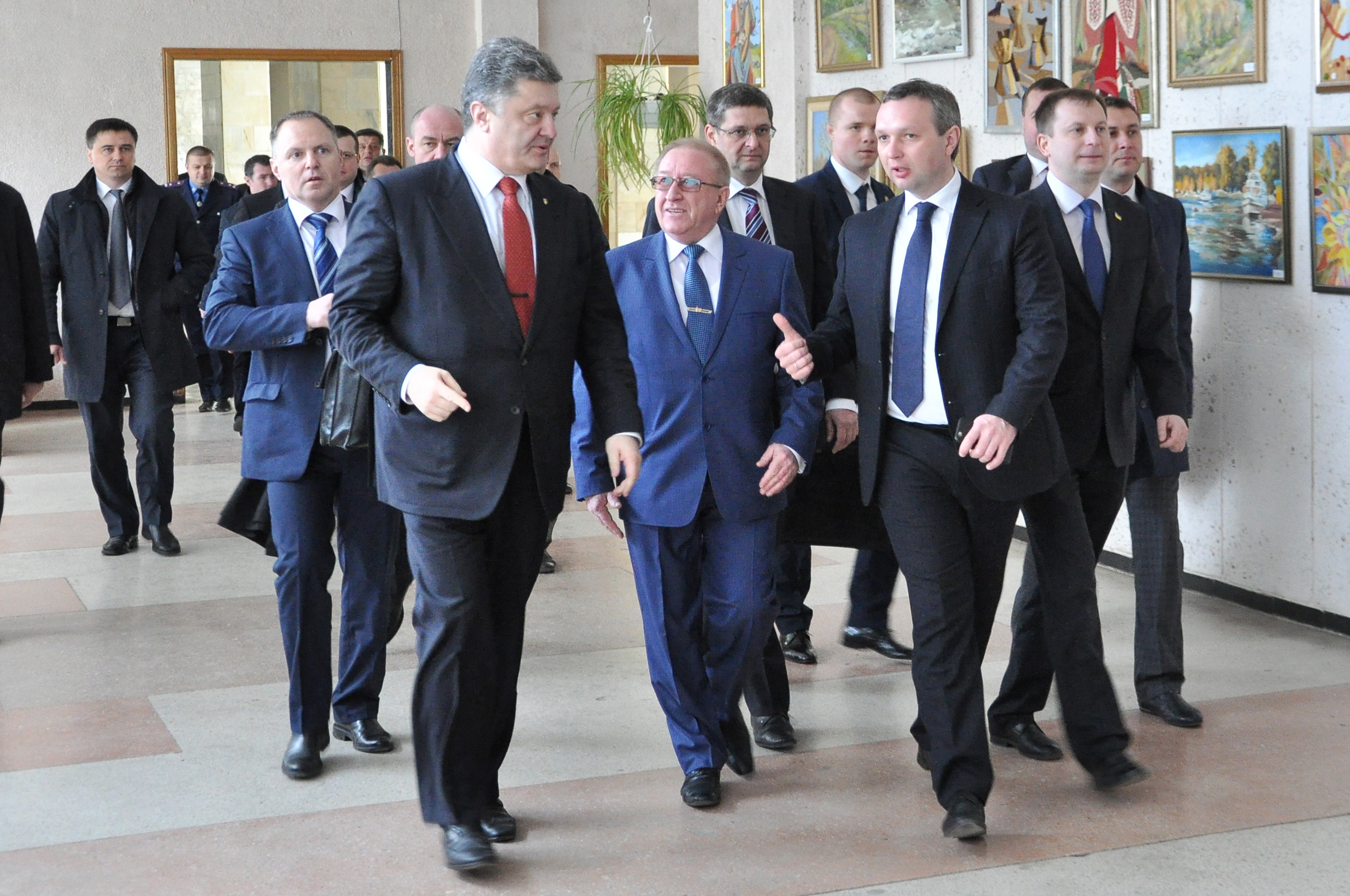
Во время визита Президента Украины Петра Порошенко в ТГПУ (02.04.2015)

С 1969 года в Тернополе — после переезда сюда из Кременца педагогического института (ныне ТГПУ им. Владимира Гнатюка). Закончил его в 1970 году и с тех пор начал работать на кафедре математического анализа физико-математического факультета. От 1983 года декан физико-математического факультета, в 1985—1990 годах — проректором по учебной работе ТПИ.
С 1990 года — ректор Тернопольского педагогического университета им. В. Гнатюка, избранный по решению коллектива преподавателей и студентов.
Научные интересы: психология пола, семейная педагогика, добрачная подготовка молодежи, половое воспитание учащихся.
Основные научные труды:
- «Психолого-педагогічні основи підготовки школярів до сімейного життя» (1997),
- «Теорія і практика дошлюбної підготовки молоді» (2000),
- «Психофізичні та психологічні аспекти формування усвідомленого батьківства» (2001),
- «Гендерна педагогіка» (2003).

Учебные пособия:
- «Історія української школи і педагогіки» (1994),
- «Зарубіжна школа і педагогіка ХХ століття» (1996),
- «Історія класичної зарубіжної педагогіки та шкільництва» (1997) й інші.

Член редколлегии Тернопольского энциклопедического словаря.
Любит отдыхать на даче, читать книги, просматривать новости в интернет-изданиях.

## Награды
- Орден «За заслуги» II степени (4 октября 2015) — за значительный личный вклад в развитие национального образования, подготовку квалифицированных специалистов, многолетнюю плодотворную педагогическую деятельность и высокий профессионализм[3];
- Орден «За заслуги» III степени (17 января 2008) — за весомый личный вклад в дело единения украинского народа, развитие демократического, социального и правового государства и по случаю Дня Соборности Украины[4];
- Заслуженный работник образования Украины (18 декабря 1997) — за весомый личный вклад в развитие национального образования, внедрение современных методов обучения и воспитания молодежи[5];
- 19 августа 2016 года Тернопольский городской совет присвоил звание «Почетный гражданин города Тернополя»[6].